# 李景迁
李景迁（919年—937年），中國五代十国時代人物，南唐烈祖李昪（徐知诰）的第二子，母宋福金。生前随义祖父徐温姓，为徐景迁。

## 生平
太和年间娶吴睿帝女上饶公主。934年十一月，徐知诰召唤他的次子牙内马步都指挥使、海州团练使徐景迁为左右军都军使、左仆射、参政事，留在南吴东都江都辅佐政务。
935年加封徐景迁为同平章事、知左右军事；徐知诰命令尚书郎陈觉辅助他，当时很多人认为这对徐知诰的长子徐景通是个威胁。936年六月初四，太保、同平章事徐景迁因患病罢官，任用他的弟弟徐景遂代替他做门下侍郎、参政事。
937年六月，吴国诸道副都统徐景迁去世。之前有术士说徐景迁在兄弟里寿命最长，徐知诰也因此很喜爱他，但他享年仅十八岁。谥号定。不久其妻王妃原吴国上饶公主亦去世。徐知诰即位后追封次子为高平郡王，李璟（徐景通）即位，追封李景迁楚王。